# Hughette Proulx
Pour les articles homonymes, voir Proulx.
Hughette Proulx (4 janvier 1923 — 8 août 2011,,,) est une actrice et journaliste québécoise, chroniqueuse et animatrice de radio et de télévision. Elle a été également créditée sous le nom de Huguette Proulx.

## Biographie
Désirant devenir actrice, elle est poussée par ses parents à devenir plutôt journaliste. Hughette Proulx commence sa carrière de journaliste dans la presse écrite en tant que rédactrice du milieu artistique populaire, à Radiomonde, puis comme responsable des pages féminines au Petit Journal et à La Patrie. Mariée et mère de trois enfants (Caroline, Hugo et Jean-Christophe), elle devient animatrice de télévision dès les débuts des années 1960, à Télé-Métropole (venant d'ouvrir), où elle participe aux émissions matinales Tout pour la femme et Domino. Elle est couronnée Miss Radio-Télévision en 1963. À la même époque, elle tient le rôle-titre du télé-théâtre Sous le règne d'Augusta à Radio-Canada,.
Elle se fait aussi connaître par son émission Radio-Sexe, diffusée à la station de radio CJMS de Montréal de 1974 à 1985 où elle figure parmi les premières personnalités à aborder ouvertement des thèmes reliés à la sexualité — comme la masturbation, le sadomasochisme et l'homosexualité — dans les médias québécois,.
En 1972, Hughette Proulx défend publiquement le « mariage » du journaliste et chanteur Michel Girouard avec son pianiste de l'époque, Réjean Tremblay, plus de 30 ans avant la reconnaissance officielle du mariage entre conjoints du même sexe au Canada,.
Les dernières années de la vie de Mme Proulx sont difficiles sur le plan personnel. Le 14 février 2006, le réseau TVA annonce son décès au bulletin de nouvelles de 18 heures, mais doit se rétracter quelques heures plus tard. Elle figure au nombre des 9 200 victimes de l'affaire Norbourg, et y perd la plus grande partie de ses économies,. En 2010, elle subit la mort de son mari, Thaddée Trottier, et on lui diagnostique un cancer du sein qui s'est généralisé. Elle est hospitalisée à l'hôpital Saint-Joseph de Lachine (Montréal) depuis deux mois quand elle meurt, le 8 août 2011, à 88 ans et 8 mois,.